# Bonnet péruvien

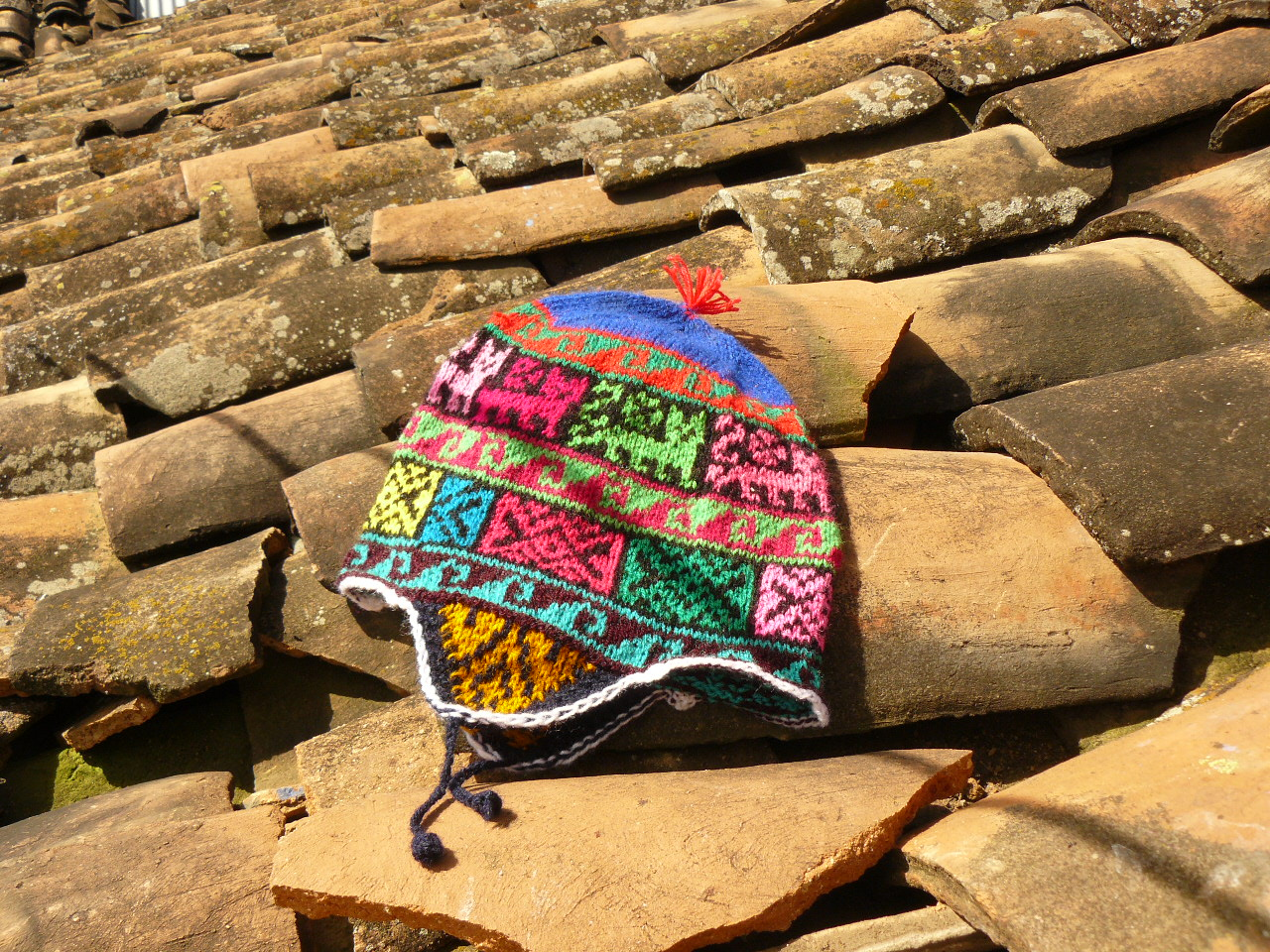

Le bonnet péruvien ou « chullo » ou « ch’ullu » en aimara-quechua, est un couvre-chef tricoté en laine, utilisé dans les Andes péruviennes et boliviennes, ainsi qu'au Chili, en Argentine et en Équateur.
Conçu pour se protéger du froid, sa forme est particulière : de chaque côté, il a des cache-oreilles prolongés par une tresse.
Les points de vue entre anthropologues et historiens divergent sur son origine et il pourrait provenir de la civilisation Huari ou des conquérants espagnols.